# Storey County
Das Storey County ist ein County im US-Bundesstaat Nevada. Der Verwaltungssitz (County Seat) ist Virginia City.

## Geschichte
Das County wurde 1861 gegründet und wurde nach Kapitän Edward Fariss Storey, der 1860 in einem der „Indianerkriege“ ums Leben kam, benannt. Das County ist relativ klein, da das Countygebiet zum Zeitpunkt der Gründung das am dichtesten besiedelte in Nevada war. Virginia City ist schon immer Verwaltungssitz gewesen. Das County sollte zuerst McClellan County nach General McClellan benannt werden.
Ein Ort im County hat den Status einer National Historic Landmark, der Virginia City Historic District. Zwölf Bauwerke und Stätten des Countys sind insgesamt im National Register of Historic Places eingetragen (Stand 14. Februar 2018).

## Demografische Daten

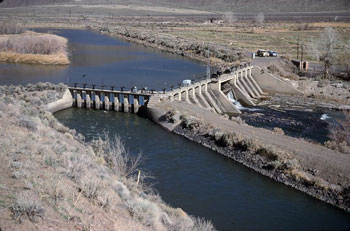
Der Derby Diversion Dam, gelistet im NRHP Nr. 78001727

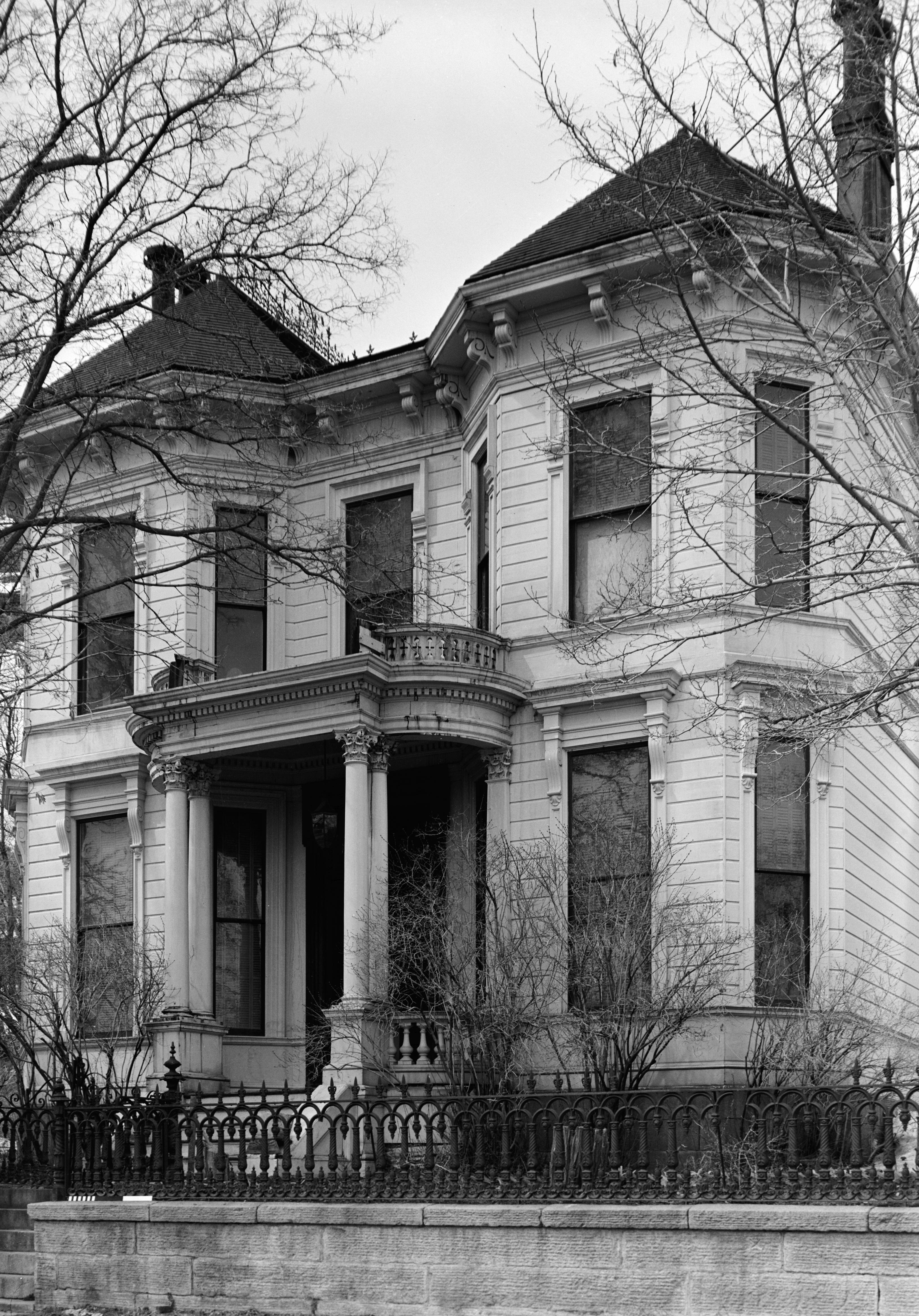
King-McBride Mansion, gelistet im NRHP

Nach der Volkszählung im Jahr 2000 lebten im County 3399 Menschen. Es gab 1462 Haushalte und 969 Familien. Die Bevölkerungsdichte betrug 5 Einwohner pro Quadratkilometer. Ethnisch betrachtet setzte sich die Bevölkerung zusammen aus 93,00 % Weißen, 0,29 % Afroamerikanern, 1,44 % amerikanischen Ureinwohnern, 1,00 % Asiaten, 0,15 % Bewohnern aus dem pazifischen Inselraum und 1,68 % aus anderen ethnischen Gruppen; 2,44 % stammten von zwei oder mehr ethnischen Gruppen ab. 5,12 % Prozent der Bevölkerung waren spanischer oder lateinamerikanischer Abstammung.
Von den 1462 Haushalten hatten 21,80 % Kinder und Jugendliche unter 18 Jahre, die bei ihnen lebten. 54,60 % waren verheiratete, zusammenlebende Paare, 7,50 % waren allein erziehende Mütter. 33,70 % waren keine Familien. 25,60 % waren Singlehaushalte und in 6,90 % lebten Menschen im Alter von 65 Jahren oder darüber. Die Durchschnittshaushaltsgröße betrug 2,32 und die durchschnittliche Familiengröße lag bei 2,74 Personen.
Auf das gesamte County bezogen setzte sich die Bevölkerung zusammen aus 19,70 % Einwohnern unter 18 Jahren, 4,70 % zwischen 18 und 24 Jahren, 26,80 % zwischen 25 und 44 Jahren, 35,70 % zwischen 45 und 64 Jahren und 13,10 % waren 65 Jahre alt oder darüber. Das Durchschnittsalter betrug 44 Jahre. Auf 100 weibliche Personen kamen 107,60 männliche Personen, auf 100 Frauen im Alter ab 18 Jahren kamen statistisch 103,10 Männer.
Das jährliche Durchschnittseinkommen eines Haushalts betrug 45.490 USD, das Durchschnittseinkommen der Familien betrug 57.095 USD. Männer hatten ein Durchschnittseinkommen von 40.123 USD, Frauen 26.417 USD. Das Pro-Kopf-Einkommen betrug 23.642 USD. 5,80 % der Bevölkerung und 2,50 % der Familien lebten unterhalb der Armutsgrenze. 4,20 % davon waren unter 18 Jahre und 4,80 % waren 65 Jahre oder älter.

## Orte im County
- Clark
- Gilpin
- Gold Hill
- Lockwood
- Thisby
- Virginia City

## Wirtschaft
Ein großer Teil des County-Gebietes gehören zu dem 433 Quadratkilometer großen Industriepark Tahoe Reno Industrial Center, wo sich auch die Tesla Gigafactory 1 ansiedelte.

## Prostitution
Das County ist eines der zehn Countys Nevadas, in denen Prostitution und die Errichtung von Bordellen zulässig ist.